# Horní Okolí
Horní Okolí (německy Ober-Oggold) je zaniklá vesnice v okrese Český Krumlov v Jihočeském kraji. Stávala v Šumavském podhůří asi čtyři kilometry severozápadně od Malšína.

## Název
Název vesnice byl odvozen z obecného jména okolí a německý tvar Oggold vznikl jeho napodobením. V historických pramenech se název vsi objevuje ve tvarech: Okole (1312), Okol (1349), Ockol (okolo roku 1400), Okole (1479), Okolt (1530, 1598), Oggodl (1654), Oggolt (1720, 1789), Oggold am Wald (1841). Rozlišení na Okolí dolní (Unter-Oggold, též Oggold am Walde) a Okolí horní (Oberg-Oggold) se objevilo v roce 1854.

## Historie
Historické prameny po většinu doby nerozlišovaly Horní a Dolní Okolí. První písemná zmínka o vesnici pochází z roku 1312.

## Obyvatelstvo
|           | 1869 | 1880 | 1890 | 1900 | 1910 | 1921 | 1930 | 1950 |
| --------- | ---- | ---- | ---- | ---- | ---- | ---- | ---- | ---- |
| Obyvatelé | 64   | 53   | 47   | 63   | 43   | 40   | 82   | 16   |
| Domy      | 10   | 10   | 10   | 10   | 10   | 10   | 15   | 8    |

## Obecní správa
Vesnice stávala v katastrálním území Horní Okolí s rozlohou 5,49 km². Při sčítání lidu v letech 1869–1910 byla osadou obce Ostrov v okrese Kaplice, v letech 1921 a 1930 patřila k obci Horní Dlouhá a roku 1950 znovu k Ostrovu. V dalších letech Horní Okolí jako místní část zaniklo. Katastrální území bylo roku 1953 připojeno k Malšínu.
V katastrálním území Horní Okolí stávala také samota Hodslav 1. díl.